# اکتبر ۲۰۱۱
اکتبر ۲۰۱۱، یکی از ماه‌های ۲۰۱۱ (میلادی) است.
آغاز آن، روز شنبه برابر با ۹ مهر ۱۳۹۰ خورشیدی.

## ۱ اکتبر۲۰۱۱
- مخالفت صریح رهبر ایران با پذیرش عضویت فلسطین در سازمان ملل

## ۲ اکتبر۲۰۱۱
- راه اندازی رصدخانه غول پیکر آلما در شیلی

## ۳ اکتبر۲۰۱۱
- بحران در کمیتهٔ جایزه نوبل در هنگام اعلام برندگان سال ۲۰۱۱

روز دوشنبه جایزه نوبل فیزیولوژی و پزشکی سال ۲۰۱۱ به سه نفر برای پژوهش بر روی سیستم ایمنی بدن تعلق گرفت. این سه نفر عبارتند از بروس بویتلر از مرکز پزشکی دانشگاه تگزاس شعبه جنوب‌غربی، ژول هافمن از کشور لوکزامبورگ، و رالف استاینمن از دانشگاه راکفلر در نیویورک. اما رالف استاینمن جمعهٔ گذشته در اثر سرطان لوزالمعده درگذشت و کمیتهٔ نوبل در هنگام اعلام برندگان جایزه نوبل امسال، از درگذشت وی اطلاعی نداشت. اما به پاس بزرگداشت این دانشمند، کمیته نوبل اعلام کرد که بر خلاف روال همیشگی این بار سنت شکنی کرده و جایزه به وی تعلق خواهد گرفت. بر طبق موازین بنیاد آلفرد نوبل، این جوایز هرگز به افراد درگذشته اعطا نمی شود. این نخستین بار در تاریخ است که جایزه به یک فرد متوفی تعلق گرفته است. بی بی سی فارسی، نیویورک تایمز
- رهبر ایران: رسانه‌ها قضیه اختلاس مالی را کش ندهند

آیت الله علی خامنه ای، رهبر جمهوری اسلامی، در سخنانی، با اشاره به اختلاس سه میلیارد دلاری در سیستم بانکی ایران، از رسانه های همگانی خواسته است این قضیه را «کش ندهند» و اجازه دهند مسئولان کارشان را دنبال کنند.

## ۴ اکتبر۲۰۱۱
- جایزه نوبل فیزیک سال ۲۰۱۱ به سه آمریکایی تعلق گرفت

## ۵ اکتبر۲۰۱۱
- یک اسرائیلی برنده جایزه نوبل شیمی شد

## ۶ اکتبر۲۰۱۱
- استیو جابز درگذشت

شرکت اپل اعلام کرده که استیو جابز، مدیرعامل پیشین این شرکت و یکی از بنیانگذاران آن که اخیرا به علت بیماری کناره گیری کرده بود، درگذشته‌است. او به سرطان لوزالمعده مبتلا بود. شرکت اپل طی بیانیه‌ای اعلام کرده‌است: «اپل یک نابغه بینش ور و مبتکر و جهان یک انسان خارق العاده را از دست داد.» اپل می‌گوید که آقای جابز روز چهارشنبه از دنیا رفت. او ۵۶ ساله بود. مرگ آقای جابز یک روز پس از رونمایی نمونه جدید تلفن همراه آیفون رخ داده‌است.بی‌بی‌سی فارسی
- جایزه نوبل ادبیات به توماس ترانسترومر تعلق گرفت.

بنیاد نوبل اعلام کرده‌است که علت جایزه نوبل برای ادبیات به ایشان سرزندگی شعرهای وی است. واشنگتن پست
- نزول هاروارد از صدر رده بندی جدید برترین دانشگاههای جهان

## ۷ اکتبر۲۰۱۱
- (برای این روز رویدادی ثبت نشده‌است).

## ۸ اکتبر۲۰۱۱
- (برای این روز رویدادی ثبت نشده‌است).

## ۹ اکتبر۲۰۱۱
- اعتراض مسلمانان تونس به فیلم پرسپولیس

## ۱۰ اکتبر۲۰۱۱
- دو آمریکایی برنده جایزه نوبل اقتصاد سال ۲۰۱۱ شدند

## ۱۱ اکتبر۲۰۱۱
- اتهام دو ایرانی در آمریکا به جرم ترور سفیر عربستان سعودی

## ۱۲ اکتبر۲۰۱۱
- ماهان ایر تحریم شد

ایالات متحده آمریکا ماهان ایر را به جرم خدمات و سرویس دهی به سپاه پاسداران انقلاب اسلامی به فهرست تحریم شدگان جمهوری اسلامی ایران افزود. وزارت خزانه داری آمریکا اعلام کرد این شرکت هوایی مشغول به جابجایی اسلحه و فعالین تروریستی بوده است. بلومبرگ، فارن پالیسی، نیویورک پست
- وزیر اقتصاد ایران خواستار منع استفاده رسانه‌ها از عنوان اختلاس برای تخلف های بانکی شد

## ۱۳ اکتبر۲۰۱۱
- عربستان سعودی «نقشه شیطانی» ایران را محکوم کرد

خبرگزاری رسمی عربستان سعودی اعلام کرد این کشور «نقشه شیطانی و شوم» جمهوری اسلامی ایران برای ترور سفیر عربستان در آمریکا را محکوم کرده و آن را نقض قوانین بین المللی خواند. واشنگتن پست، فوربز، تایوان نیوز
- پرتاب ناموفق موشک کاوشگر ۵ به فضا

پرتاب موشک کاوشگر ۵ به مدار زمین که حاوی یک میمون بود به شکست انجامید و سرنشین درون آن جان خود را از دست داد. حریت ترکیه، یاهو نیوز، لس آنجلس تایمز
- بازداشت شش ایرانی در مالزی

## ۱۴ اکتبر۲۰۱۱
- خالق زبان برنامه نویسی سی و یونیکس درگذشت

## ۱۵ اکتبر۲۰۱۱
- حجت الاسلام والمسلمین مهدی طائب: اگر نیاز باشد پادشاه عربستان را هم ترور می کنیم

حجت الاسلام والمسلمین مهدی طائب رئیس قرارگاه عمار و برادر حسین طائب رئیس سازمان اطلاعات سپاه در پاسخ به اظهارات مقامات آمریکایی و عربستان در مورد طرح نافرجام ترور سفیر عربستان گفت :«ما اگر نیاز به ترور کسی را داشته باشیم، آنقدر توان داریم که خود ملک عبدالله را ترور کنیم». همبستگی، آینده نیوز، انتخاب، خودنویس
- نخست وزیر کانادا: ایران بزرگترین تهدیدکنندهٔ صلح در جهان

## ۱۶ اکتبر۲۰۱۱
- فرج الله سلحشور هنرپیشگان زن سینمای ایران را فاحشه خواند

فرج الله سلحشور کارگردان سریال تلویزیونی یوسف پیامبر، با اشاره به برخی صحبت‌ها در مورد حضور آنجلینا جولی، بازیگر هالیوودی در ایران سینمای ایران را فاحشه‌خانه خواند و اظهار داشت: «سینمای ایران باید هم برای ادامه فعالیت خود فاحشه بین المللی بیاورد». بی بی سی فارسی، سینمانگار، آینده نیوز، ابتکار، خودنویس
- اعتراض‌های جهانی نسبت به 'طمع سیستم بانکی' وارد دومین روز خود شد

## ۱۷ اکتبر۲۰۱۱
- دبیرکل سازمان ملل پرونده «توطئه ایران» را به شورای امنیت فرستاد

بان کی مون، دبیرکل سازمان ملل متحد، روز دوشنبه اعلام کرد که پرونده «توطئه» جمهوری اسلامی ایران برای ترور سفیر عربستان در آمریکا را به شورای امنیت فرستاده‌است. دبیرکل سازمان ملل در سخنانی گفت که «من نامه‌هایی از ایالات متحده آمریکا، ایران و همچنین حکومت عربستان سعودی دریافت کرده‌ام.» رادیو فردا
- واکنش هنرمندان سینمای ایران به اظهارات اخیر فرج الله سلحشور

واکنش پنج بازیگر زن سرشناس سینمای ایران در یادداشتی به اظهارات اخیر فرج‌الله سلحشور کارگردان مجموعه «یوسف پیامبر» در جراید و مطبوعات ایران منتشر شد. در این متن کوتاه که به امضای ترانه علیدوستی، پگاه آهنگرانی، نگار جواهریان، هانیه توسلی و باران کوثری رسیده، خطاب به سلحشور از اینکه «آن همه پرداختن به زوایای نورانی زندگی پیامبران و سرمشق قرار دادن منش ایشان تاثیری در کلامتان نداشته، و در نهایت شهرتتان را از نفرت‌پراکنی و بی‌ادبی در برابر هم‌نوعانتان به دست آورده‌اید» اظهار تاسف شده است.

## ۱۸ اکتبر۲۰۱۱
- یک دانشجوی دیگر به اتهام اهانت به رییس جمهور ایران شلاق خورد

یک روز پس از انتشار گزارش احمد شهید، گزارشگر ویژه حقوق بشر سازمان ملل، امین نیایی‌فر، دانشجوی ممتاز مهندسی مکانیک دانشکده فنی دانشگاه تهران، به اتهام توهین به محمود احمدی‌نژاد، رییس جمهور اسلامی ایران، روز دوشنبه در زندان اوین ۳۰ ضربه شلاق خورد. رادیو فردا، نوروز
- ۴۰ نفر کشته در آخرین درگیری بین معترضین و نیروهای دولتی سوریه

## ۱۹ اکتبر۲۰۱۱
- مسدود شدن دارایی های ۵ ایرانی در انگلیس